# روبين فوينتيس
روبين فوينتيس (بالإسبانية: Rubén Fuentes)‏ هو ملحن مكسيكي، ولد في 15 فبراير 1926 في ثيوداد جوثمان في المكسيك.

## وصلات خارجية
- روبين فوينتيس على موقع IMDb (الإنجليزية)
- روبين فوينتيس على موقع ميوزك برينز (الإنجليزية)
- روبين فوينتيس على موقع ديسكوغز (الإنجليزية)
- روبين فوينتيس على موقع قاعدة بيانات الفيلم (الإنجليزية)